# 邑知町
邑知町（おおちまち）は、石川県羽咋郡に存在した町。

## 地理
- 現在の羽咋市の東部一帯を占める地域に相当。邑知潟より南東に位置した。
- 西側は邑知潟沿いの平野、東側は丘陵地帯。東は富山県との境界となっていた。
- 河川：飯山川、酒井川、吉崎川
- 山：碁石が峰、熊無峠

## 歴史
- 古代 - 「邑知郷」「菅原荘」が存在した。
- 中世 - 「邑智院」「若部保」「尾長保」「志指見保」が存在した。
- 1889年（明治22年）4月1日 - 町村制の施行により、羽咋郡北邑知村、中邑知村および若部村を設置。
- 1933年（昭和8年）5月15日 - 北邑知村、中邑知村および若部村が合併し、邑知村が発足。
- 1934年（昭和9年）11月 - 邑知村飯山から羽咋町まで、能登鉄道バスの路線が開業。
- 1940年（昭和15年）2月21日 - 町制施行して、邑知町となる。
- 1947年（昭和22年）4月1日 - 邑知町立邑知中学校創立。
- 1956年（昭和31年）9月30日 - 羽咋町、鹿島郡鹿島路村および余喜村と合併し、羽咋郡羽咋町が発足。20大字は羽咋町の大字に継承。
- 1958年（昭和33年）7月1日 - 羽咋町が市制施行して羽咋市となる。旧邑知町の20大字は羽咋市の町に継承。そのうち、薮野の名称を宇土野町に変更。

## 教育
- 邑知町立邑知中学校（現・羽咋市立邑知中学校）
- 邑知町立飯山小学校
- 邑知町立神子原小学校
（飯山、神子原両小学校は、羽咋町立、羽咋市立の小学校となった後、1995年（平成7年）に統合、羽咋市立邑知小学校となる。）